# Una storia musicale
Una storia musicale (Музыкальная история, Muzikal'naja istorija) è un film del 1940 diretto da Aleksandr Viktorovič Ivanovskij e Gerbert Moricevič Rappaport.